# Luis Alberto Pérez (Boxer)
Luis Alberto Pérez (* 6. April 1968 in Managua, Nicaragua) ist ein nicaraguanischer Boxer im Bantam- und Superfliegengewicht. In beiden Gewichtsklassen hielt er den Weltmeistertitel des Verbandes IBF.

## Profikarriere
Am 2. November 1996 gab er gegen Daniel Rosales mit einem technischen K.-o.-Sieg in Runde 3 in einem auf 6 Runden angesetzten Kampf erfolgreich sein Profidebüt. 
Im März des Jahres 2003 bezwang er im Superfliegengewicht Ruben Diaz und errang dadurch den WBA-Fedecentro-Titel. Im darauffolgenden Jahr erkämpfte er sich zudem den WBA-Fedelatin-Gürtel, welchen er zweimal in Folge verteidigte. Am 4. Januar 2003 traf er auf den kolumbianischen Rechtsausleger Félix Machado. In diesem Gefecht ging es um den Weltmeistergürtel der IBF. Perez gewann diesen Fight durch geteilte Punktrichterentscheidung und sicherte sich somit den Titel.
Er verteidigte diesen Gürtel im Dezember desselben Jahres gegen Machado im direkten Rematch durch einstimmigen Beschluss, Ende April 2006 gegen Luis Balano mit einem technischen K.-o.-Sieg in Runde 6 und am 6. Mai 2006 gegen Dmitry Kirillov durch geteilte Punktentscheidung. Nach diesen erfolgreichen Titelverteidigungen legte Perez den Gürtel nieder, da er ins Bantamgewicht wechselte.
In dieser Gewichtsklasse boxte er bereits in seinem ersten Kampf gegen den Mexikaner Genaro Garcia um die vakante IBF-Weltmeisterschaft und siegte durch T.K.o. in der 7 Runde. Allerdings verlor er diesen Titel bereits in seiner ersten Titelverteidigung Ende September desselben Jahres gegen Joseph Agbeko durch Aufgabe in Runde 7. 
Im Jahr darauf scheiterte er gegen Ricardo Córdoba einstimmig nach Punkten, als es im Superbantamgewicht um den Interimsweltmeistertitel ging.